# Новоставецька сільська рада
Новоставе́цька сільська́ ра́да — колишня адміністративно-територіальна одиниця та орган місцевого самоврядування в Теофіпольському районі Хмельницької області. Адміністративний центр — село Новоставці.

## Загальні відомості
Новоставецька сільська рада утворена в 1922 році.
- Територія ради: 40,524 км²
- Населення ради: 2 128 осіб (станом на 2001 рік)
- Територією ради протікає річка Полква

## Історія
Хмельницька обласна рада рішенням від 18 травня 2011 року у Теофіпольському районі перейменувала Новоставцівську сільраду на Новоставецьку.

## Населені пункти
Сільській раді підпорядковані населені пункти:
- с. Новоставці
- с. Коров'є
- с. Кривовілька

## Склад ради
Рада складається з 17 депутатів та голови.
- Голова ради: Вальчук Анатолій Вікторович

### Депутати
За результатами місцевих виборів 2010 року депутатами ради стали:

#### За суб'єктами висування
| Суб'єкт висування                 | Кількість обраних депутатів | %    |
| --------------------------------- | --------------------------- | ---- |
| Самовисування                     | 12                          | 70,6 |
| Народна партія                    | 4                           | 23,5 |
| Політична партія «Сильна Україна» | 1                           | 5,9  |

#### За округами
| № округу                          | Прізвище, ім'я, по батькові   | Дата визнання обраним | Освіта             | Партійна приналежність | Відомості про обраного депутата                                |
| --------------------------------- | ----------------------------- | --------------------- | ------------------ | ---------------------- | -------------------------------------------------------------- |
| Народна Партія                    |                               |                       |                    |                        |                                                                |
| 5                                 | Шатайло Іван Васильович       | 01.11.2010            | вища               | член Народної партії   | ТОВ «Старт», ветлікар                                          |
| 7                                 | Бугай Віра Василівна          | 01.11.2010            | середня спеціальна | позапартійна           | ТОВ «Старт», завідувачка ферми № 1                             |
| 8                                 | Ренський Олександр Леонідович | 01.11.2010            | вища               | член Народної партії   | загальноосвітня школа І-ІІ ст. с. Коров'є, вчитель             |
| 9                                 | Вісарчук Іван Васильович      | 01.11.2010            | вища               | член Народної партії   | ТОВ «Старт», агроном                                           |
| Політична партія «Сильна Україна» |                               |                       |                    |                        |                                                                |
| 13                                | Давидюк Олег Вікторович       | 01.11.2010            | вища               | позапартійний          | Теофіпольський МРВД ХОВ ФСС з ТВП, спеціаліст першої категорії |
| Самовисування                     |                               |                       |                    |                        |                                                                |
| 1                                 | Шилюк Олександр Миколайович   | 01.11.2010            | середня спеціальна | позапартійний          | Новоставецька Свято-Михайлівська церква, священик              |
| 2                                 | Козак Любов Валеріївна        | 01.11.2010            | вища               | позапартійна           | КП "Вікторія"с. Новоставці, бухгалтер                          |
| 3                                 | Сіверська Лілія Олександрівна | 01.11.2010            | вища               | позапартійна           | Новоставецька сільська рада, касир                             |
| 4                                 | Довжук Олександр Віталійович  | 01.11.2010            | середня            | позапартійний          | приватний підприємець                                          |
| 6                                 | Каленик Іван Данилович        | 01.11.2010            | середня спеціальна | позапартійний          | ТОВ «Старт», бригадир                                          |
| 10                                | Букевич Анатолій Степанович   | 01.11.2010            | середня            | позапартійний          | ТОВ «Старт», директор цегельного заводу                        |
| 11                                | Давидюк Віктор Іванович       | 01.11.2010            | вища               | позапартійний          | приватний підприємець                                          |
| 12                                | Зубова Олена Василівна        | 01.11.2010            | середня спеціальна | позапартійна           | Будинок культури, директор                                     |
| 14                                | Рищук Олександр Іванович      | 01.11.2010            | середня спеціальна | позапартійний          | приватний підприємець                                          |
| 15                                | Царук Анатолій Васильович     | 01.11.2010            | середня            | позапартійний          | приватний підприємець                                          |
| 16                                | Середа Анатолій Григорович    | 01.11.2010            | вища               | позапартійний          | приватний підприємець                                          |
| 17                                | Середа Василь Васильович      | 01.11.2010            | середня            | позапартійний          | приватний підприємець                                          |